# Gayabois
Gayabois ist eine Siedlung im Quarter (Distrikt) Laborie im Süden des Inselstaates St. Lucia in der Karibik. 2015 hatte der Ort 62 Einwohner.

## Geographie
Die Siedlung liegt im Hinterland im Süden der Insel am Doree River. Im Umkreis liegen die Siedlungen Debreuil (W), Parc Estate (N), Giraud (O) und Londonderry (SO) und Balca (S).
Am Westrand des Ortsgebiets liegen die Wasserfälle Devil’s Falls (La Fargue) und The Holy Grail Falls.
| Debreuil | Parc Estate                                 | Giraud      |
| Debreuil | Kompassrose, die auf Nachbargemeinden zeigt | Giraud      |
| Balca    | Balca                                       | Londonderry |

## Klima
Nach dem Köppen-Geiger-System zeichnet sich Gayabois durch ein tropisches Klima mit der Kurzbezeichnung Af aus.